# Tarasij (Vladimirov)
Tarasij (světským jménem: Sergej Nikolajevič Vladimirov; * 18. července 1974, Tělešovka) je ruský duchovní Ruské pravoslavné církve a biskup balašovský a rtiščevský.

## Život
Narodil se 18. července 1974 ve vesnici Tělešovka Tambovské oblasti.
Studoval veterinární lékařství a během studia sloužil v chrámu. Po dokončení studia pracoval v kolchozu Zarja. Roku 1993 nastoupil do povinné vojenské služby.
Roku 1995 studoval na pastýřských kurzech Kazaňského monastýru v Tambově. O tři roky později začal studovat na Saratovském duchovním semináři.
Dne 26. srpna 2001 byl postřižen na monacha se jménem Tarasij na počest svatého Tarasia Konstantinopolského. Dne 12. září byl arcibiskupem saratovským a volským Alexandrem (Timofejevem) rukopoložen na jerodiákona a 7. února 2002 na jeromonacha.
Dne 15. července 2002 se stal ekonomem saratovské eparchie.
V červnu 2004 byl jmenován představeným chrámu svatého Mikuláše na Jelšanském hřbitově v Saratově a v říjnu chrámu Setkání Páně v sídle Jelšanka. Poté působil představeným chrámu Narození Krista v Saratově.
Roku 2007 dokončil Petrohradskou duchovní akademii.
Dne 19. dubna 2009 byl povýšen na igumena.
Dne 6. října 2011 jej Svatý synod zvolil biskupem balašovským a rtiščevským. Dne 14. října byl povýšen na archimandritu.
Dne 25. listopadu 2011 byl oficiálně jmenován biskupem a 17. prosincem proběhla v chrámu Krista Spasitele v Moskvě jeho biskupská chirotonie. Hlavním světitelem byl patriarcha moskevský a celé Rusi Kirill.